# Cantileverbrug
Een brug volgens het principe van de gerberligger of in het Engels cantilever bridge is een brugtype waarbij gebruikgemaakt wordt van een eenzijdige ophanging. Een voorbeeld dat tegenwoordig toegepast wordt is de uitbouwbrug.
De simpelste vorm van de cantileverbrug wordt gevormd door twee uitkragende liggers, aan elke oever een, waarbij de armen elkaar in het midden, boven het water, ontmoeten. Bij een variant ontmoeten de armen van de uitkragende liggers elkaar niet, maar ondersteunen een middengedeelte bestaande uit een vakwerkligger zoals bij een gerberligger. Een duidelijk voorbeeld hiervan is de Forth Bridge in Edinburgh.

## 'Cantileverbruggen'
De langste cantileverbruggen ter wereld, naar overspanning: 
- Québecbrug (Quebec, Canada) (549 m)
- Forth Bridge (Firth of Forth, Schotland) (2 × 521 m)
- Minato Ohashi Bridge (Osaka, Japan) (510 m)
- Commodore Barry Bridge (Chester (Pennsylvania), Verenigde Staten) (501 m)
- Crescent City Connection (Twin Spans) (New Orleans, Verenigde Staten) (480 m)
- Howrah Bridge (Calcutta, India) (457 m)
- Veterans Memorial Bridge (Gramercy (Louisiana), Verenigde Staten) (445 m)
- San Francisco-Oakland Bay Bridge (East Bay Span) (San Francisco, Verenigde Staten) (427 m)
- Horace Wilkinson Bridge (Baton Rouge, Verenigde Staten) (376 m)
- Tappan Zee Bridge (Nyack/Tarrytown (New York), Verenigde Staten) (369 m)
- Lewis and Clark Bridge (Longview (Washington), Verenigde Staten) (366 m)
- Queensboro Bridge (New York, Verenigde Staten) (360 m)

Een Nederlandse uitbouwbrug is de 
- Jan Blankenbrug bij Vianen, met een overspanning (doorvaartbreedte) van 147 meter en een totale lengte van 532 meter.

## Afbeeldingen
Een aantal voorbeelden van cantileverbruggen:

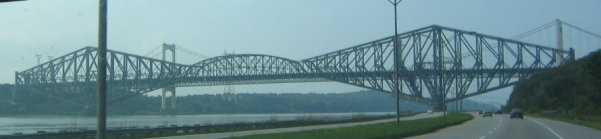
Quebec Bridge

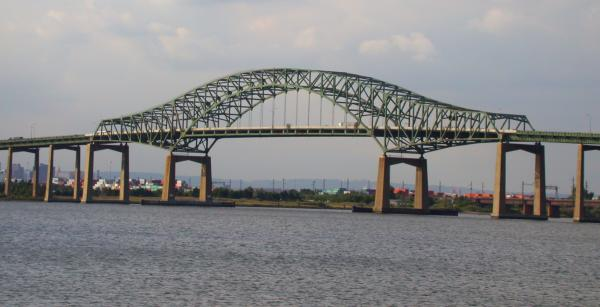
Newark Bay Bridge

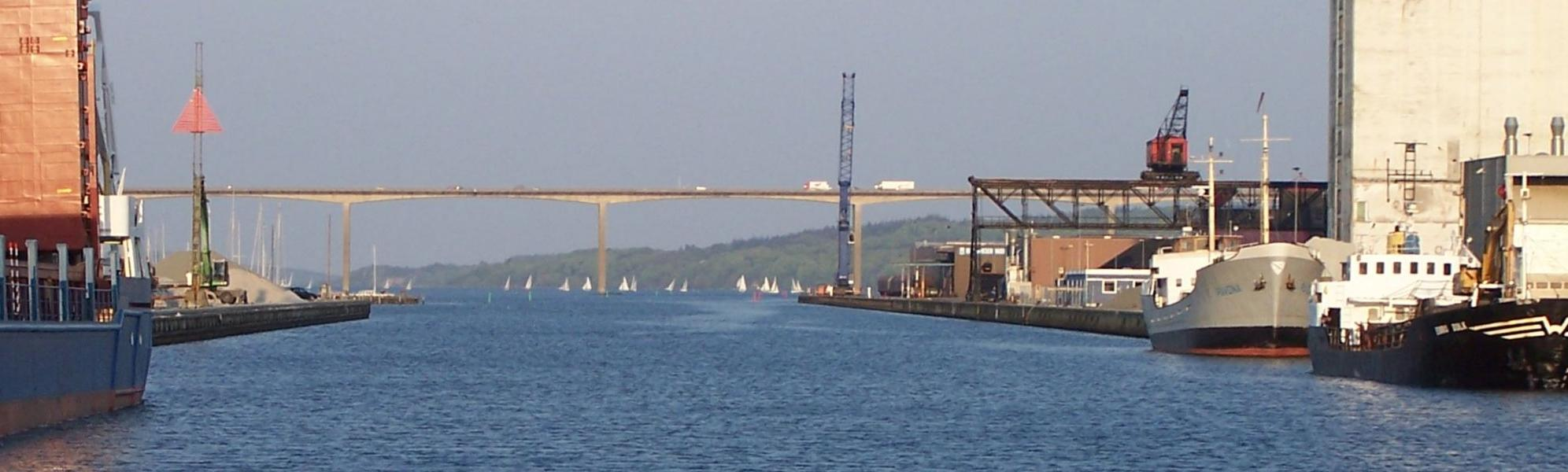
De Vejlefjordbrug is een betonnen brug die tijdens de bouw steeds verder uitgebouwd is.